# Paco Plaza

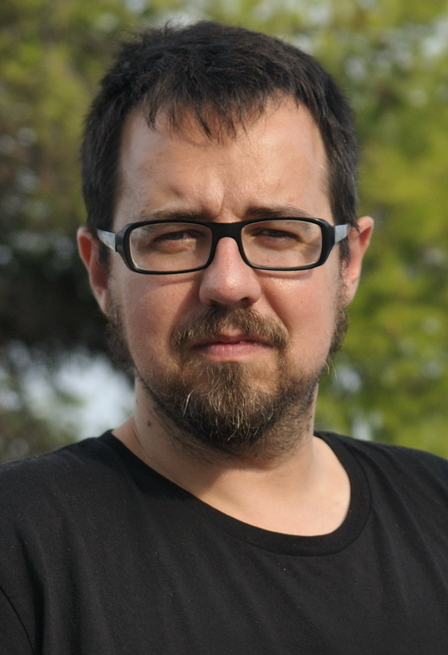
Paco Plaza (2009)

Paco Plaza (* 8. Februar 1973 in Valencia) ist ein spanischer Filmregisseur, vor allem bekannt durch seine Arbeit bei [REC] und [REC]² zusammen mit Jaume Balagueró. Er studierte Informatik an der Universität Valencia und absolvierte einen Filmgestaltungskurs an der Hochschule für Film und audiovisuelle Medien Madrid (ECAM). Daneben schrieb er auch das Drehbuch für [REC]³ Génesis. Bei [REC]³ Génesis führte er daneben erstmals alleine Regie.
Plaza wohnt in Barcelona.

## Filmografie
- 1995: Tropismos
- 1997: Tarzán en el Café Lisboa
- 1999: Abuelitos
- 2001: Puzzles
- 2002: OT: la película
- 2002: Second Name – Dein Name sei Tod (El segundo nombre)
- 2004: Romasanta – Im Schatten des Werwolfs (Romasanta)
- 2005: Xmas Tale
- 2007: REC
- 2009: REC 2
- 2010: Luna di miele, luna di sangue VII
- 2012: REC 3: Genesis
- 2017: Verónica – Spiel mit dem Teufel (Verònica)
- 2021: La Abuela – Sie wartet auf dich
- 2023: Die Todesschwester (Hermana Muerte)